# Fata morgana (optique)
Pour les articles homonymes, voir Fata Morgana.

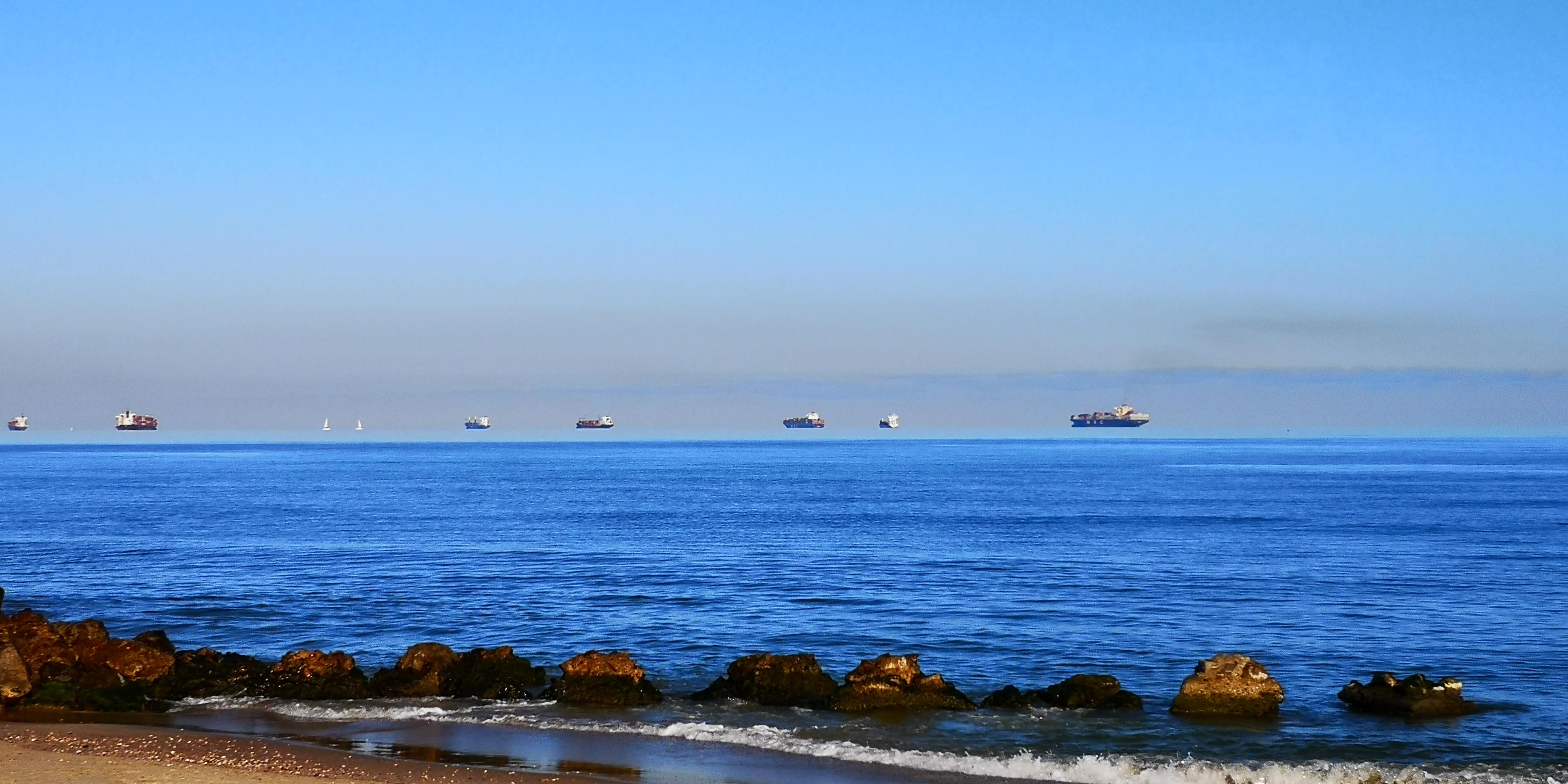
Fata morgana observée le 1er janvier 2019 à Platja de la Devesa del Saler, Valence, Espagne

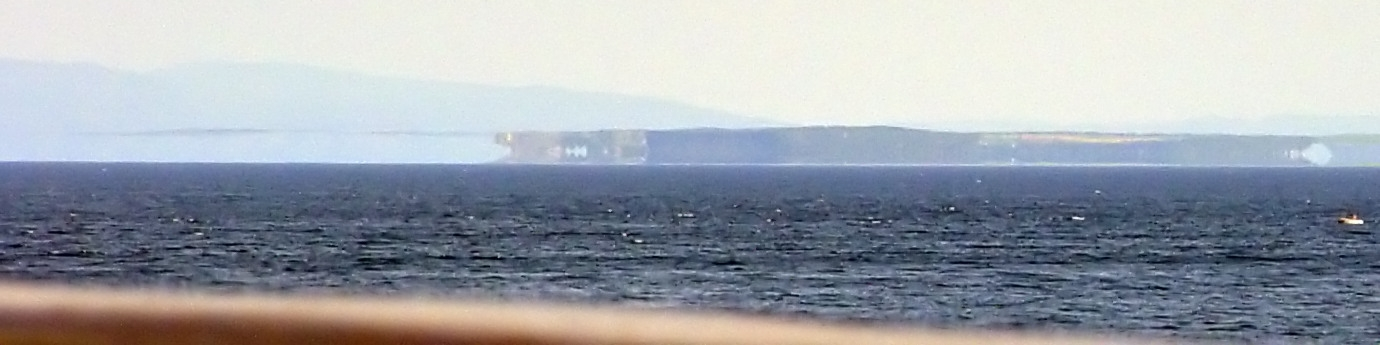
Une fata morgana aperçue en 2005 sur la côte norvégienne.

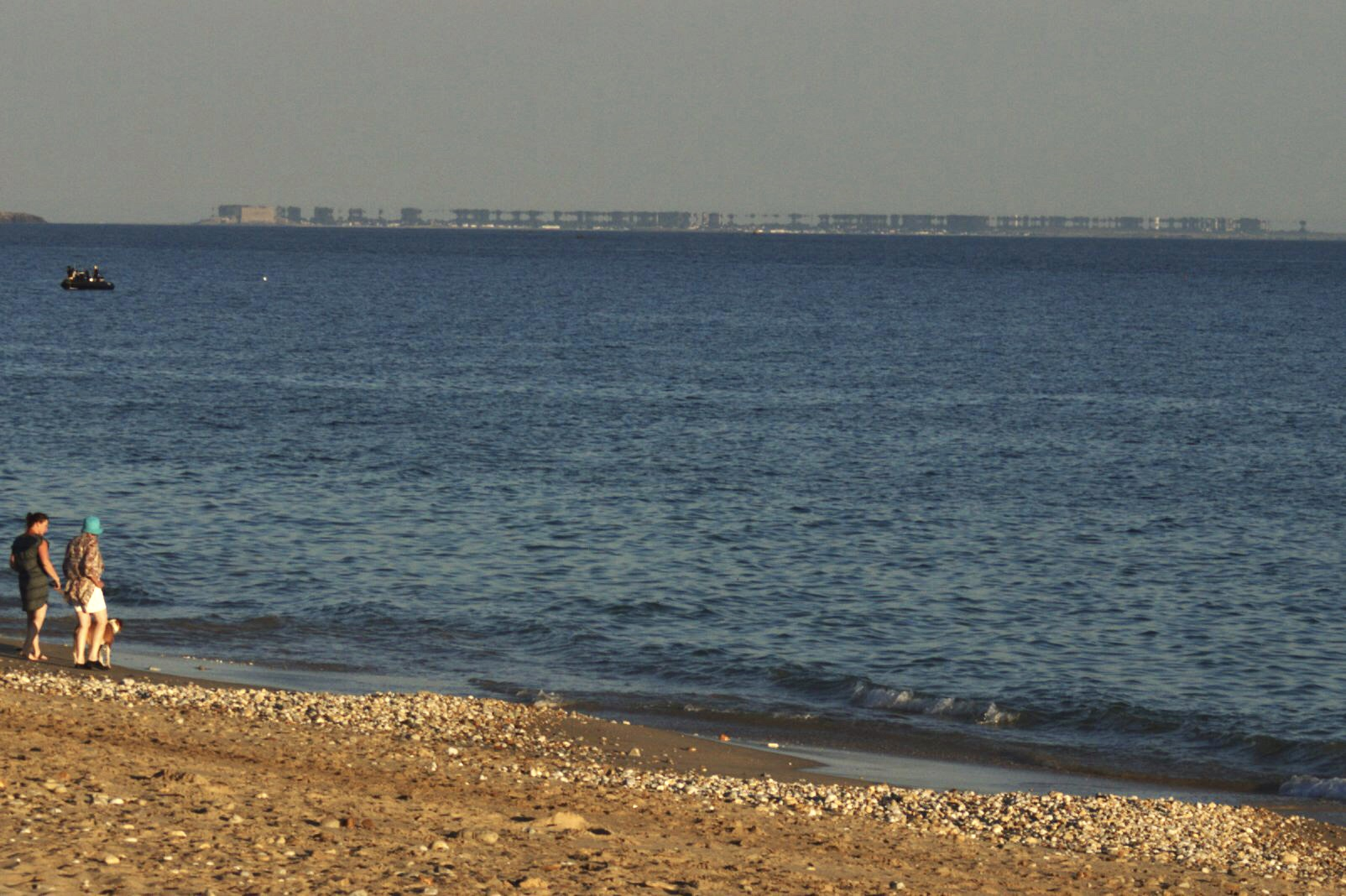
Fata morgana de la presqu’île de Quiberon (Morbihan, France) depuis la plage de Gâvres (distance 20 km).

Une fata morgana est un phénomène optique qui résulte d'une combinaison de mirages (perturbation des rayons lumineux lorsqu'ils passent à travers un gradient thermique dans l'atmosphère).
Les fata morgana sont assez rares mais ont lieu plus couramment dans certaines régions, notamment dans la mer d’Iroise face à l’Archipel de Molène et l’île d’Ouessant, la baie de Bourgneuf, la baie de Lannion, la baie de Cancale et du Mont Saint-Michel, l'Archipel des Glénan, depuis les plages des Moutiers-en-Retz, l'île de Noirmoutier, le golfe de Botnie, dans la mer Baltique, dans la baie de la Table (Le Cap, Afrique du Sud), dans la baie des Chaleurs (provinces du Nouveau-Brunswick et du Québec, Canada) et dans les régions polaires, mais aussi dans le détroit de Messine, sur le continent depuis l'île de Ré et sur le Léman.

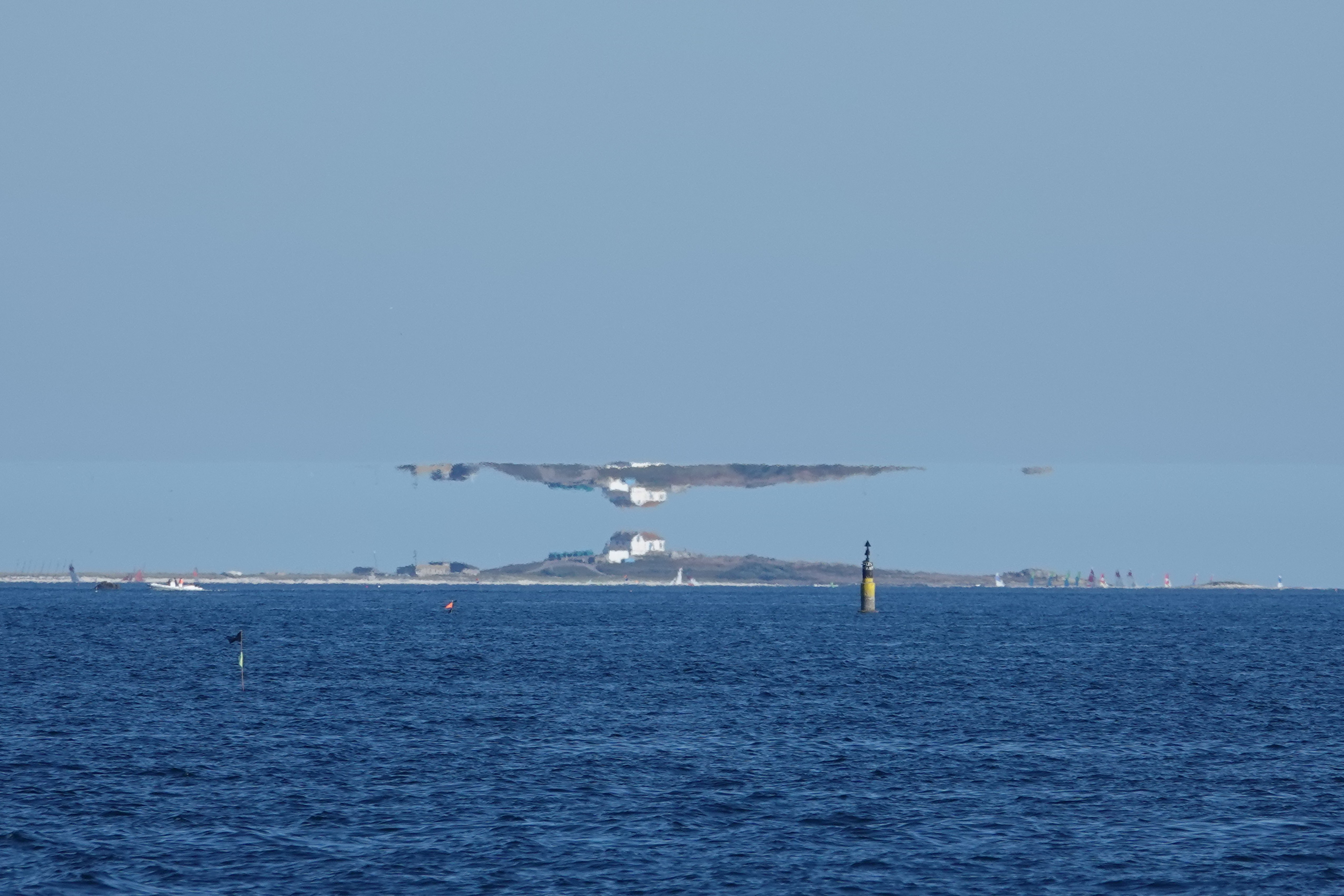
Fata morgana observée en août 2022 entre l'Archipel des Glénan et Bénodet

## Étymologie
C'est au Moyen Âge que ce phénomène a été rapporté pour la première fois, par des croisés qui, naviguant dans la mer Méditerranée, affirmaient avoir aperçu de fantastiques châteaux se refléter dans la brume près du détroit de Messine (entre la péninsule italienne et la Sicile). Ils attribuèrent ce phénomène à la fée Morgane, d'où le nom italien de fata Morgana adopté par la suite, et qui, d'après la légende arthurienne, avait le pouvoir d'élever des palais au-dessus des flots et d'agir sur le vent.

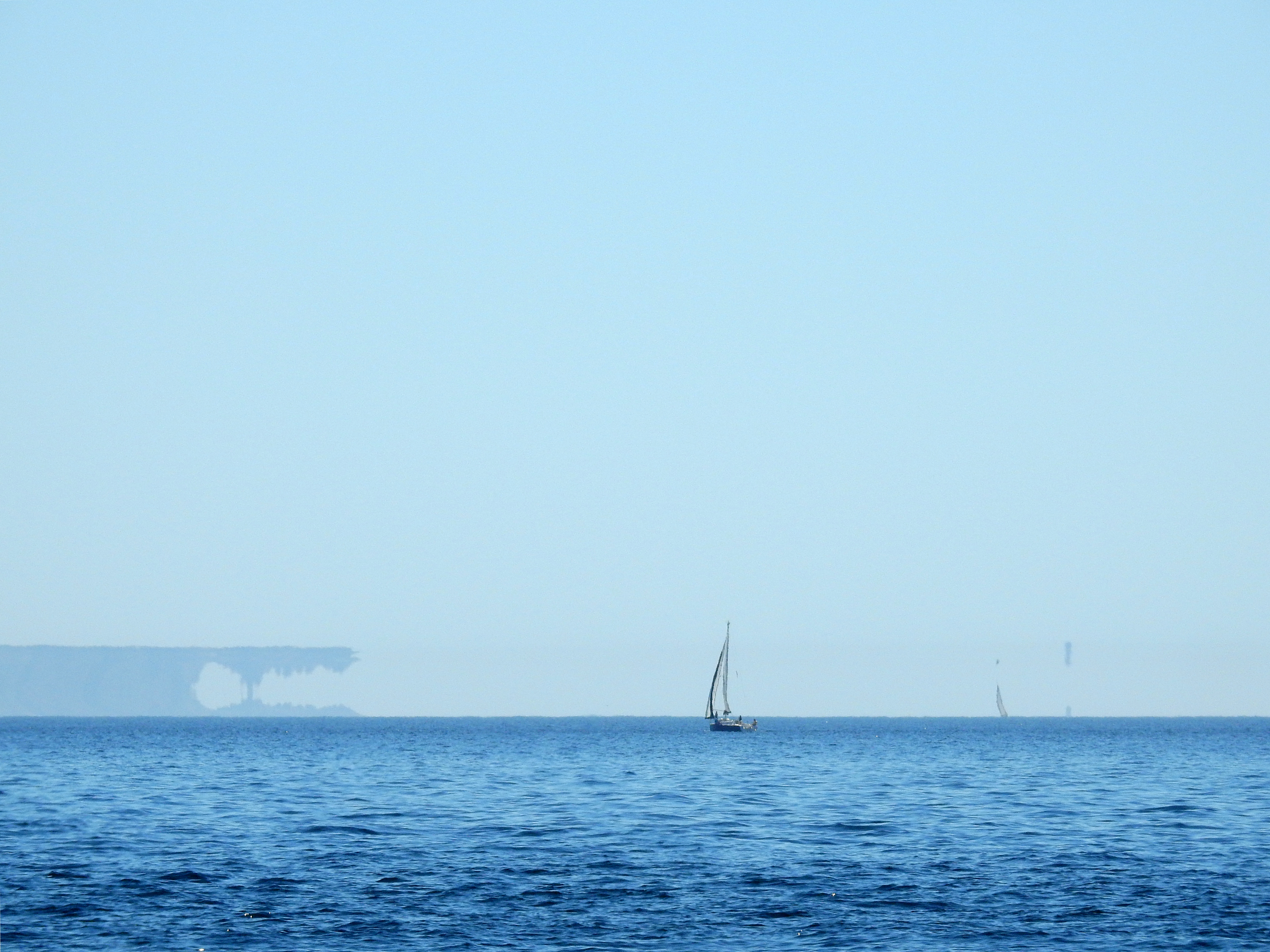
Fata morgana sur la Pointe du Raz et sur le phare de la Vieille (à droite) observée depuis le Toulinguet à Crozon en 2022.

En 1818, ce mirage a coûté à John Ross sa réputation. En effet, alors qu'il se trouvait dans le détroit de Lancaster, dans le Grand Nord canadien, il renonce à poursuivre sa recherche du passage du Nord-Ouest, convaincu que des montagnes lui barrent le chemin vers l'ouest. Un an plus tard, son second, William Edward Parry, devenu capitaine, prouve que ce n'était qu'un mirage en dépassant cette longitude.

## Explication physique

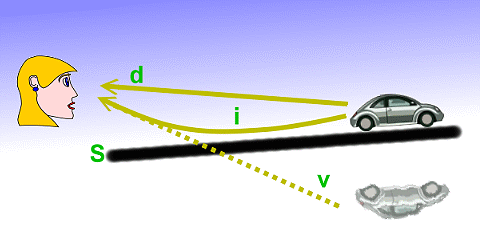
Schématisation du principe du mirage.

Des conditions particulières sont nécessaires pour qu'une fata morgana soit perceptible : il faut que des couches d'air chaud et des couches d'air froid se superposent, entraînant une succession de mirages supérieurs et de mirages inférieurs. Les images qui parviennent à l'œil de l'observateur sont ainsi amplifiées et déformées de manière spectaculaire et celui-ci peut alors apercevoir des objets illusoires situés sur l'horizon, voire plus loin.